# Lumban Dolok (Balige)
Lumban Dolok is een bestuurslaag in het regentschap Toba Samosir van de provincie Noord-Sumatra, Indonesië. Lumban Dolok telt 1789 inwoners (volkstelling 2010).